# 5706 Фінкелштайн
5706 Фінкелштайн (5706 Finkelstein) — астероїд головного поясу, відкритий 23 вересня 1971 року.
Тіссеранів параметр щодо Юпітера — 3,185.